# SN 2010lt
SN 2010lt – supernowa, która wybuchła w galaktyce UGC 3378 w gwiazdozbiorze Żyrafy, odległa o około 240 milionów lat świetlnych od Ziemi. Jej wybuch został sfotografowany 31 grudnia 2010. Odkrycia dokonali Paul Gray, Kathryn Aurora Gray i David Lane. W momencie odkrycia 2010lt Kathryn Grey miała tylko 10 lat i była najmłodszą odkrywczynią supernowej. SN 2010lt jest pierwszą supernową odkrytą przez Kathryn Gray, siódmą supernową Paula Graya i czwartą Dave'a Lane'a.

## Supernowe
Supernowe są stosunkowo rzadkimi odkryciami. Szacuje się, że w naszej galaktyce wybuchają co około 50 lat, choć ostatni obserwowany wybuch (SN 1604) miał miejsce ponad 400 lat temu. Z powodu stosunkowej rzadkości wybuchów supernowych, poszukiwane są one także w innych galaktykach, gdzie częstotliwość ich występowania jest podobna. Nie są znane żadne metody przewidywania, kiedy i gdzie wybuchnie supernowa w innej galaktyce; zazwyczaj odkrywane są one dopiero w czasie eksplozji. Supernowe używane są jako świece standardowe do szacowania odległości we Wszechświecie, bardzo ważne jest przy tym, aby obserwację wybuchu rozpocząć zanim osiągnie on maksymalną jasność. Istnieje szereg programów obserwacyjnych, takich jak Katzman Automatic Imaging Telescope czy Supernova Early Warning System, których zadaniem jest wyszukiwanie nowych wybuchów. Zawodowym astronomom pomagają także amatorzy, którzy zazwyczaj porównują zdjęcia fragmentów nieba zrobione w odstępie kilku dni.
Są także osoby, jak australijski astronom Bob Evans, które potrafią zapamiętać wygląd znacznych obszarów nieba i są w stanie rozpoznać wybuchy supernowych patrząc się na znane im fragmenty firmamentu.

## Odkrycie
Zdjęcie galaktyki UGC 3378 zostało zrobione w prywatnym, przydomowym obserwatorium Abbey Ridge, należącym do Dave'a Lane'a, położonym w Stillwater Lake w hrabstwie Halifax w Kanadzie. Obserwatorium jest wyposażone w zdalnie kierowany przez Internet 14-calowy (355,6 mm) teleskop typu Celestron C14 SCT.
W nocy 31 grudnia 2010 zrobiono szereg zdjęć różnych fragmentów nieba, w tym zdjęcie galaktyki UGC 3378. 2 stycznia 2011 10-letnia Kathryn Gray analizując zdjęcia, odkryła supernową na czwartym z 52 zdjęć, które miała do analizy. Odkrycie zostało potwierdzone przez astronomów amatorów, Briana Tiemana i Jacka Newtona i zgłoszone do Centralnego Biura Telegramów Astronomicznych (CBAT) jako prawdopodobna supernowa. Harvard-Smithsonian Center for Astrophysics dokonało analizy spektralnej nowo zauważonej gwiazdy i potwierdziło, że jest to supernowa, klasyfikując ją przy tym jako typ Ia.
Informacja o odkryciu supernowej przez 10-latkę była komentowana przez media na całym świecie.